# 镇南乡
镇南乡，是中华人民共和国湖南省郴州市临武县下辖的一个乡镇级行政单位。

## 行政区划
镇南乡下辖以下地区：
镇南村、杉木溪村、茶山村、深坪村、锦田村、排洞村、联水村、大富村、江口村、佛祖村、五里村和西冲村。